# Federico Pérez Ponsa
Pour les articles homonymes, voir Pérez.
Federico Pérez Ponsa, connu en ligne sous le pseudonyme Fedex, est un joueur d'échecs argentin né le 22 octobre 1993 à Buenos Aires, grand maître international depuis 2012.
Au 1er mai 2023, il est le septième joueur argentin avec un classement Elo de 2 532 points.

## Biographie et carrière

### Échecs
En 2015, Frederico Pérez Ponsa finit troisième ex æquo du championnat continental américain (cinquième au départage) avec 8 points sur 11, ce résultat le qualifiait pour la Coupe du monde d'échecs 2015 à Bakou où il fut éliminé au premier tour par le Cubain Leinier Domínguez.
Il obtient le titre de grand maître international en 2012.
Il a représenté l'Argentine lors des olympiades de 2014 (3,5 points marqués sur 7 comme échiquier de réserve), de 2016 (5,5 sur 9 au troisième échiquier, performance Elo de 2 608 points) , de 2018 (2,5 sur 6 comme échiquier de réserve) et de 2022 (4 sur 8 au deuxième échiquier).
Lors de la Coupe du monde d'échecs 2021, il bat le Bulgare Momchil Nikolov au premier tour et perd au deuxième tour face au Russe Aleksandr Grichtchouk.
En juin 2022, Pérez Ponsa remporta le championnat d'Argentine d'échecs (2021-2022). Il fut vainqueur du mini-tournoi de départage à trois joueurs devant Ariel Sorin et Leonardo Tristan.

### Age of Empires II
Sous son pseudonyme Fedex, Frederico Pérez Ponsa compte parmi les cent meilleurs joueurs mondiaux d'Age of Empires II et il a notamment fait partie de l'équipe nationale d'Argentine.

## Exemples de parties

### Age of Empires II
- (en) [vidéo] TheViper (de), « I'm playing vs Chess Master Fedex! », sur YouTube, partie contre le meilleur joueur mondial.
- (en) [vidéo] T90 Official - Age of Empires II, « This Game Had More Plot Twists than a Movie! », sur YouTube